# Fritz Borrmann
Fritz Borrmann (* 26. September 1869 in Bahnsdorf; † 30. Juli 1942 in Berlin) war ein deutscher Unternehmer und Politiker (Wirtschaftspartei).

## Leben und Beruf
Nach dem Besuch der Volksschule erhielt Borrmann zunächst Privatunterricht und absolvierte dann eine Lehre als Kolonialwarenhändler in Berlin, die er mit der Gehilfenprüfung abschloss. Er arbeitete als Gehilfe im Kolonialwarenhandel und besuchte daneben Vorlesungen an der Humboldt-Akademie und an der Handelshochschule Berlin, bis er sich 1896 mit der Firma Fritz Borrmann, Kolonialwarenhandlung in Berlin-Friedenau selbständig machte. 1897 wurde er Vorstandsmitglied des Verbandes Berliner Kaufleute der Kolonialwarenbranche. Von 1906 bis 1921 war er Geschäftsführer der Einkaufsgenossenschaft der Kolonialwarenhändler (E.d.K.). Während des Ersten Weltkrieges fungierte er als Beirat im Kriegsernährungsamt sowie als Aufsichtsrats- und Beiratsmitglied in verschiedenen Kriegsgesellschaften.
Borrmann wurde am 1. April 1921 Generaldirektor der Edeka-Zentralorganisation mit Sitz in Berlin. Daneben war er Mitglied des Gesamtausschusses der Preußischen Zentralgenossenschaftskasse und des Verwaltungsausschusses des Deutschen Genossenschaftsverbandes sowie Aufsichtsratsmitglied der Berliner Getreide-Industrie & -Commission AG. 1923/24 gehörte er als Vertreter der Arbeitgeber im Handwerk dem Vorläufigen Reichswirtschaftsrat an. Außerdem wirkte er als Sachverständigenbeisitzer am Reichswirtschafts- und Reichskartellgericht. 1937 schied Borrmann als Generaldirektor bei der Edeka aus.
Fritz Borrmann war mit Sophie May verheiratet, mit der er eine Tochter hatte.

## Partei
Borrmann war während der 1920er-Jahre Mitglied der Reichspartei des deutschen Mittelstandes. 1933 trat er in die NSDAP ein.

## Abgeordneter
Borrmann war von 1920 bis 1922 Stadtverordneter in Berlin. Bei der Reichstagswahl im Mai 1924 wurde er in den Deutschen Reichstag gewählt, dem er bis Juli 1932 angehörte.